# Adolph E. Borie
Adolph Edward Borie (Filadelfia, Pensilvania, 25 de noviembre de 1809 - 5 de febrero de 1880) era un político de Estados Unidos que sirvió brevemente (1869) como secretario de la Marina de guerra en la administración de Grant.
Borie nació en Filadelfia, Pensilvania. Estudió en la universidad de Pensilvania y se graduó en 1825. En 1843 era cónsul de los EE. UU. en Bélgica. Se hizo Republicano y apoyó la causa de la unión en la guerra civil.
En 1868 el presidente electo Grant lo nominó como secretario de la Marina de guerra, pero está en el cargo solamente algunos meses (del 9 de marzo al 25 de junio). Abandona el puesto para regresar a la vida privada y sus negocios, pero seguía siendo un amigo cercano al presidente Grant.
Dos naves se han nombrado USS Borie en honor a él.
Borie tuvo aversión a los nombres nativos americanos de esta forma muchas naves se rebautizaron con nombres de la antigüedad clásica tales como Centauro, Medusa, Goliath, y Atlas. Su sucesor, George M. Robeson, revirtió esta decisión y volvió a denominar a la mayoría de los barcos con su nombre anterior en los meses siguientes.
El público en general se sorprendió al escuchar los cambios, porque era tradicional que a los barcos estadounidenses se les dieran nombres estadounidenses. Su sucesor, George M. Robeson, hizo que la mayoría de estas naves volvieran a sus nombres originales unos meses después. Irónicamente, Borie era un pueblo de Filadelfia asociado con la ciudad de Manayunk (ahora un vecindario de Filadelfia), y uno de los barcos a los que nunca se le devolvió su nombre original fue USS Manayunk (Irónicamente, Borie que era de Filadelfia, uno de los pocos barcos que no recuperó su nombre fue el USS Ajax, que de había denominado Manayuk en honor a una ciudad, ahora barrio de Filadelfia, denominada Manayunk.), que permanentemente mantuvo su nuevo nombre de USS Ajax, cuyo nombre cambió por Borie en 15 de junio de 1869, diez días antes de su renuncia. Ajax fue un héroe mitológico griego, el hijo del rey Telamón y Periboea..